# Г'юстонія (Міссурі)
Г'юстонія (англ. Houstonia) — місто (англ. city) в США, в окрузі Петтіс штату Міссурі. Населення — 198 осіб (2020).

## Географія
Г'юстонія розташована за координатами 38°53′58″ пн. ш. 93°21′34″ зх. д. / 38.89944° пн. ш. 93.35944° зх. д. (38.899357, -93.359417).  За даними Бюро перепису населення США в 2010 році місто мало площу 0,51 км², уся площа — суходіл.

## Демографія
Згідно з переписом 2010 року, у місті мешкало 220 осіб у 82 домогосподарствах у складі 57 родин. Густота населення становила 430 осіб/км².  Було 95 помешкань (185/км²).
Расовий склад населення:
| - 97,7 % — білих - 0,9 % — азіатів - 0,5 % — корінних американців - 0,5 % — чорних або афроамериканців |

До двох чи більше рас належало 0,5 %. Частка іспаномовних становила 0,5 % від усіх жителів.
За віковим діапазоном населення розподілялося таким чином: 23,2 % — особи молодші 18 років, 63,2 % — особи у віці 18—64 років, 13,6 % — особи у віці 65 років та старші. Медіана віку мешканця становила 36,5 року. На 100 осіб жіночої статі у місті припадало 105,6 чоловіків;  на 100 жінок у віці від 18 років та старших — 89,9 чоловіків також старших 18 років.
Середній дохід на одне домашнє господарство  становив 51 465 доларів США (медіана — 32 500), а середній дохід на одну сім'ю — 47 062 долари (медіана — 36 875). За межею бідності перебувало 20,8 % осіб, у тому числі 34,7 % дітей у віці до 18 років та 18,5 % осіб у віці 65 років та старших.
Цивільне працевлаштоване населення становило 88 осіб. Основні галузі зайнятості: освіта, охорона здоров'я та соціальна допомога — 30,7 %, виробництво — 15,9 %, транспорт — 11,4 %, сільське господарство, лісництво, риболовля — 8,0 %.